# Siderastrea savignyana

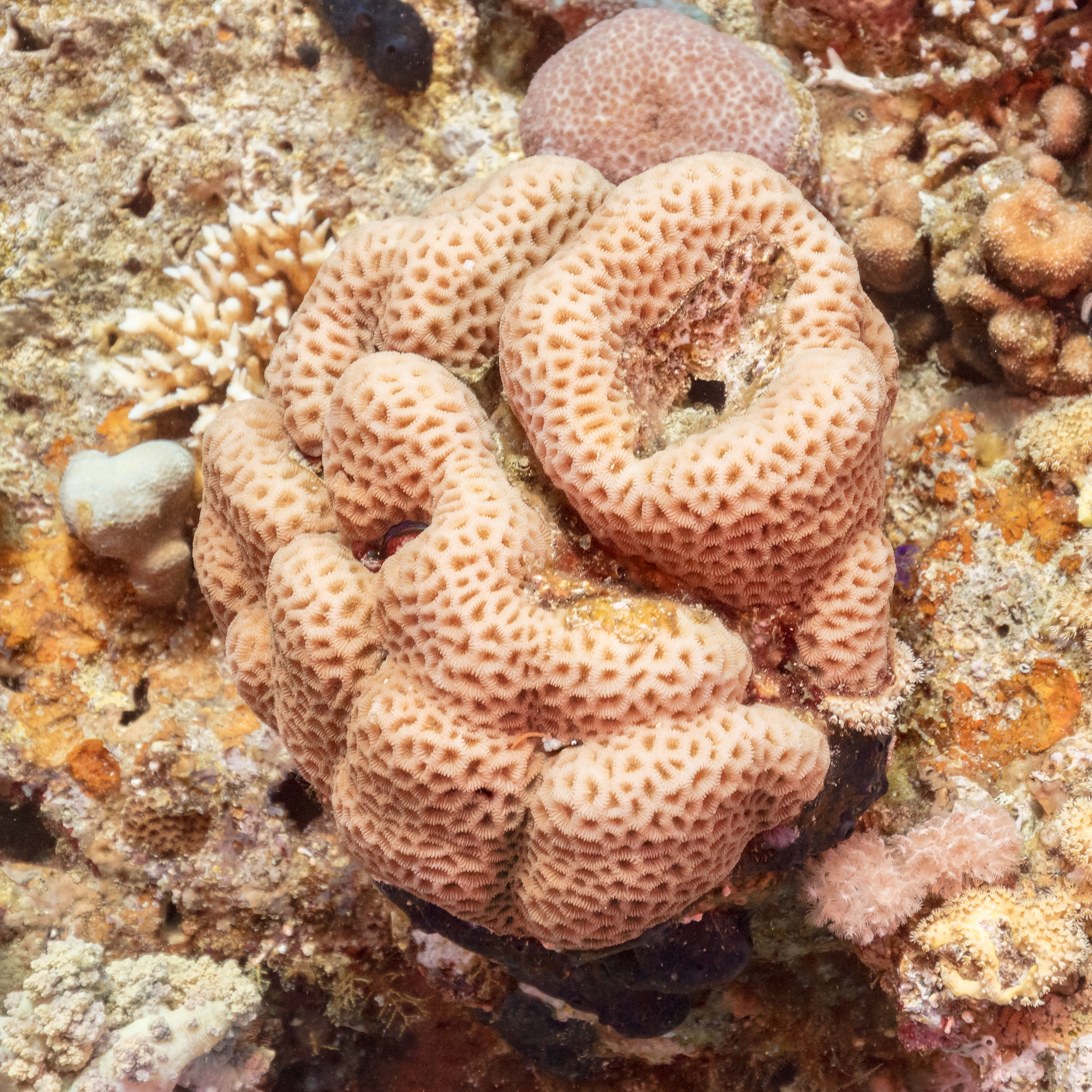
Siderastrea savignyana

Siderastrea savignyana là một loài san hô trong họ Siderastreidae. Loài này được Milne Edwards & Haime mô tả khoa học năm 1850.